# احمد یریما
احمد یریما (انگلیسی: Ahmed Yerima؛ زادهٔ ۸ مهٔ ۱۹۵۷) استاد، نمایشنامه‌نویس اهل نیجریه است.